# Rise Technology

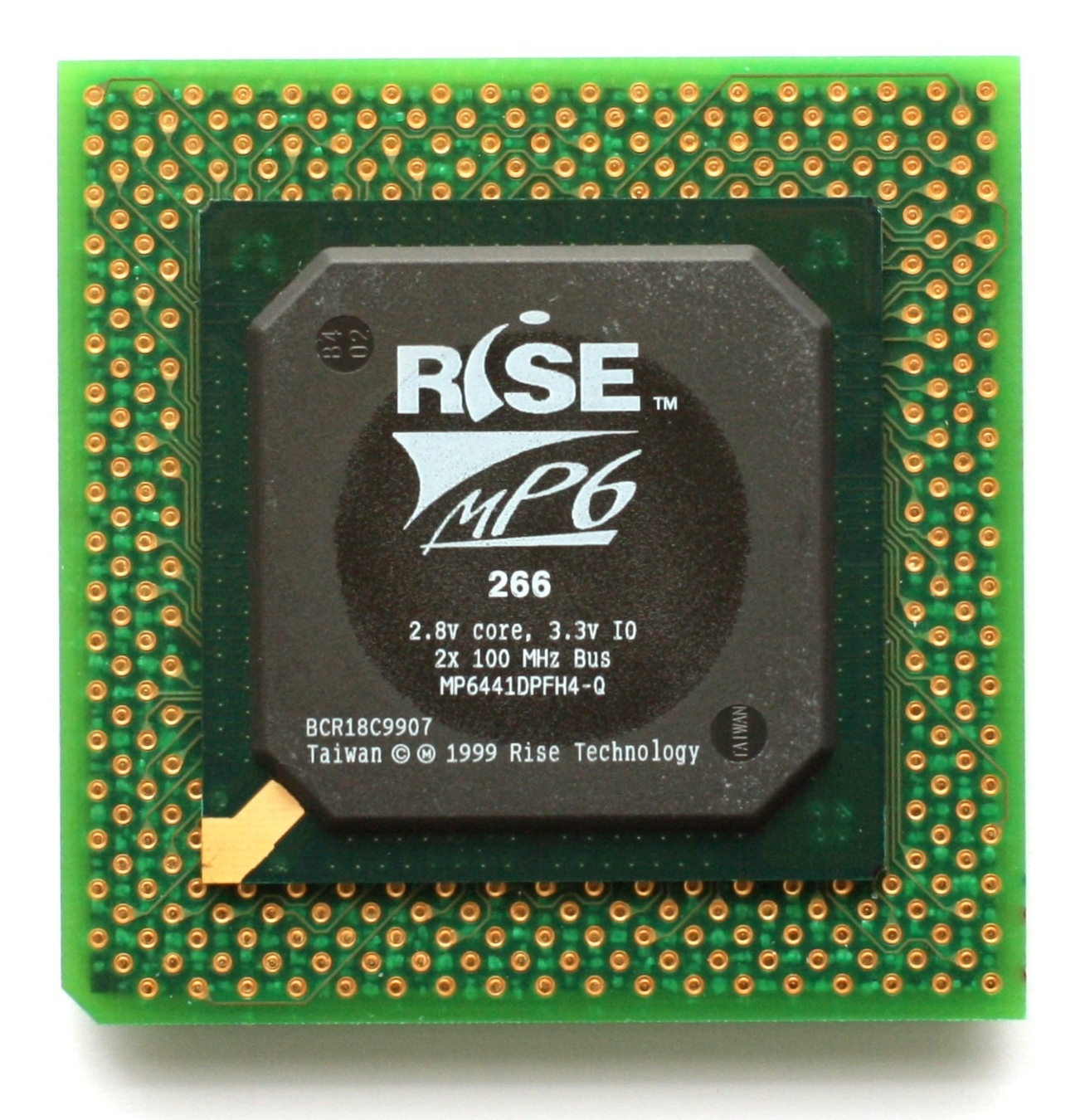
Rise mP6 - microprocesador de Rise Technology

Rise Technolgy Company fue un fabricante de microprocesadores que producía el mP6, procesador compatible con los Intel x86 MMX.
La empresa, con base en Santa Clara (California, EE. UU.), fue fundada en 1993 por David Lin con fondos procedentes de 15 inversores taiwaneses, entre los que se encontraban UMC, Acer y VIA Technologies.
Después de sufrir múltiples reestructuraciones, anunció el lanzamiento del mP6 a finales de 1998 e inició una pequeña producción en 1999. El dispositivo estaba pensado para los ordenadores portátiles de bajo consumo del segmento bajo del mercado. El mP6 es un chip de muy bajo consumo y capaz de procesar hasta tres instrucciones MMX por ciclo de reloj.
A mediados de 2000, viéndose incapaz de competir en el mercado con los grandes del sector (Intel y AMD), Rise reorientó su estrategia hacia los set-top boxes (adaptadores para el acceso a Internet a través de un televisor) y las aplicaciones relacionadas con Internet. Como parte de este objetivo, licenció la utilización de los núcleos de sus procesadores a STMicroelectronics. La empresa fue adquirida por Silicon Integrated Systems-SiS a finales de 1999.
- Datos: Q1132381
- Multimedia: Rise microprocessors / Q1132381